# Terra preta
Terra preta (portugisisk for "sort jord") er en type meget mørk og frugtbar menneskeskabt jord (anthrosol), der findes i Amazonbassinet. Terra preta har et meget højt indhold af trækul, og er fremstillet ved at tilsætte en blanding af trækul, ben og husdyrgødning til den normalt relativt ufrugtbare jord i regionen. Terra preta er meget stabil og forbliver i jorden i tusinder af år. Det fulde navn på portugisisk er terra preta do índio eller terra preta de índio ("indianernes sorte jord"). Terra mulata ("mulatjord") er lysere eller brunlig i farven.
Terra preta er karakteriseret ved tilstedeværelsen af lavtemperaturkul i høje koncentrationer, store mængder potteskår og organisk materiale som planterester, husdyrgødning, knogler fra dyr og fisk samt næringsstoffer som nitrogen (N), fosfor (P ), calcium (Ca), zink (Zn) og mangan (Mn). Det har også et højt indhold af mikroorganismer. Jorden er mindre modtagelig for udvaskning, hvilket er et stort problem i de fleste regnskove. Terra preta-zoner er normalt omgivet af terra comum ("almindelig jord"), som er infertile jordtyper såsom acrisol, oxisol og arenosol.
Terra preta er af præcolumbiansk oprindelse og blev dannet af mennesker mellem 450 f.Kr. og 950 e.Kr. Terra preta-jorden kan have en dybde på op til to meter.
Terra preta-jord findes hovedsageligt i den brasilianske del af Amazonbassinet, hvor Sombroek et al. anslår, at de dækker et areal på mindst 0,1 til 0,3 %, eller 6.300 til 18.900 km² af området. Andre har dog anslået, at de dækker et areal på 10,0 % eller mere, svarende til Frankrigs areal.